# أندي روبرتس
أندي روبرتس (بالإنجليزية: Andy Roberts)‏ (20 مارس 1974 في المملكة المتحدة - ) هو لاعب كرة قدم بريطاني في مركز الوسط. شارك مع منتخب إنجلترا تحت 21 سنة لكرة القدم. أما مع النوادي، فقد لعب مع كريستال بالاس ونادي ميلوول ونورويتش سيتي ونادي ويمبلدون.

## وصلات خارجية
- أندي روبرتس على موقع قاعدة بيانات كرة القدم.إي يو (الإنجليزية)
- أندي روبرتس على موقع Soccerbase.com (لاعب) (الإنجليزية)
- أندي روبرتس على موقع عالم كرة القدم.نت (الإنجليزية)